# Płaszów

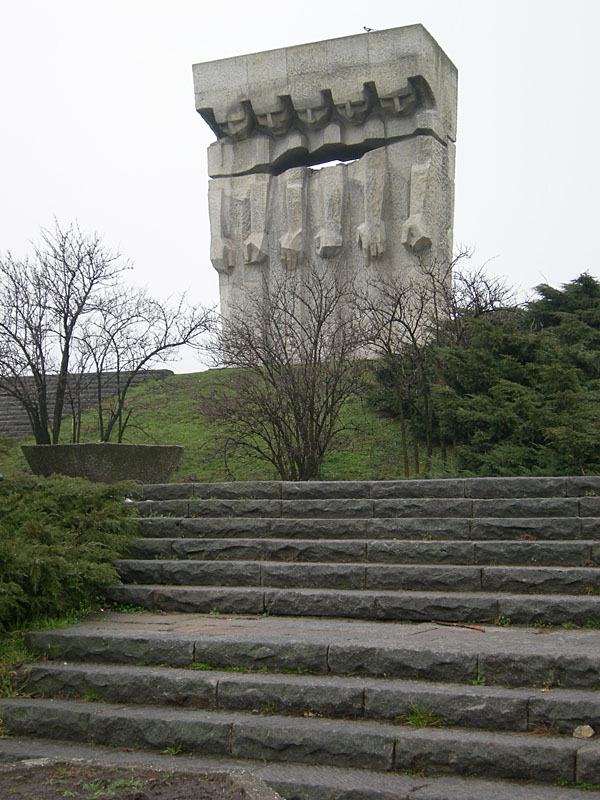
Memorial del Camp de concentració de Płaszów. Autor: Jacques Lahitte.

Płaszów va ser un camp de concentració en el suburbi sud-est de Cracòvia, fundat per l'Alemanya nazi poc després de la invasió de Polònia i la creació del Govern General, durant l'ocupació alemanya de Polònia. La construcció del camp, originàriament pensat com a camp de treball, va començar l'estiu de 1940. El 1941 el camp es va ampliar i, posteriorment, va esdevenir un camp de concentració, amb deportacions de jueus del guetto de Cracòvia a partir del 28 d'octubre de 1942. Al comandament del camp estava Amon Göth, un comandant de les SS de Viena conegut per ser particularment sàdic en el tractament dels presoners. El 13 de març de 1943, Göth personalment va supervisar la liquidació del guetto de Cracòvia, forçant els habitants jueus del guetto a treballar en el camp; els que no eren capaços de treballar van ser executats.
El camp era un camp de treball esclau, que fornia força de treball per algunes fàbriques d'armament i per a una pedrera. La ràtio de defuncions al camp era molt alta. Molts presoners, incloent nens i dones, van morir de tifus. El gener de 1945, en apropar-se les tropes russes, el camp va ser clausurat i els presoners que quedaven traslladats a Auschwitz. La majoria dels que van sobreviure al trasllat van ser morts en arribar. Els edificis i fosses van ser completament desmantellats pels nazis, deixant només un camp buit. Els cadàvers van ser exhumats i cremats allà mateix. L'Exèrcit Roig va alliberar el camp el dia 20 de gener de 1945.
Actualment, l'àrea que ocupava el camp és un conjunt de camps i turons boscosos amb un gran memorial senyalant el lloc on havia estat l'entrada. El camp és recordat al film La llista de Schindler sobre la vida d'Oskar Schindler.
Un fet curiós d'aquest camp, és que va tenir un grup de presoners (russos o ucraïnesos) fent treballs matemàtics pel Govern Nazi, sota la supervisió de K. Walter, director de l'observatori astronòmic de Cracòvia, nomenat pel govern d'ocupació. Aquest grup, va ser traslladat al camp de Ravensbrück el juliol de 1944 i, possiblement, es va incorporar a un institut de recerca matemàtica amb finalitats militars que es va crear al camp de Sachsenhausen i que va ser comandat pel matemàtic nazi Karl Heinz Boseck.